# 北レイキャヴィーク選挙区
北レイキャヴィーク選挙区（アイスランド語: Reykjavíkurkjördæmi Norður）とは、アイスランドの選挙区（アイスランド語: kjördæmi）全6区のうちの1区である。
市町村としてはレイキャヴィーク1市のみが含まれる。

## 地理
南レイキャヴィーク選挙区、南部選挙区、南西部選挙区に隣接している。

## 行政
首都圏（大レイキャヴィーク）の都心であるレイキャヴィーク市の、中心部から北部を含んでいる。同市はアイスランドの首都であり、県（シスラ）と同等に扱われることもある特別市（独立市、コイプスターズル）の一つでもある。